# Nickel Odeon
Nickel Odeon va ser una revista cinematogràfica espanyola dirigida per Juan Cobos amb finançament i edició de José Luis Garci que es va publicar entre 1995 i 2003. La revista tenia una periocidad trimestral (encara que en les últimes dates va ser irregular). La seva tirada era de 7.000 exemplars que no eren suficients per a recuperar-ne la inversió que tenien una grandària de 300 pàgines.
Algunes de les portades van ser realitzades per Eduardo Úrculo, qui a més va dissenyar els Premis Nickel Odeon, que va lliurar la revista des de 1999 fins al seu tancament. El director de la revista va afirmar que era un equip molt bo que estava absorbit per la professió. Va rebre una de les Medalles del Cercle d'Escriptors Cinematogràfics de 2000 a la labor literària o periodística.

## Trajectòria editorial
Juan Cobos volia desenvolupar una revista cinematogràfica i durant els anys 1980 havia mantingut durant poc temps una, anomenada Edad de Oro, que per motius econòmics no va poder mantenir-se. José Luis Garci va voler des d'un treball que havia fet en Hollywood dur a terme una revista cinematogràfica. Junts es van unir per a desenvolupar la revista on van comptar amb els col·laboradors de Garci en el programa ¡Qué grande es el cine! on els proposava fer-ho sobre un apartat en particular és a dir sobre el tema que havien triat ells. No obstant això, les dificultats de temps d'alguns col·laboradores i el dèficit econòmic que arrossegava la revista des dels seus primers números van fer que finalitzés la seva publicació, malgrat l'obstinació de Garci per tirar-la endavant.

### Llançament de la primera publicació
El primer número va sortir a la llum en l'hivern de 1995, amb una portada dissenyada per Eduardo Úrculo. La numeració —impresa en l'angle superior esquerre— deia Invierno 1995, número 1. A l'angle de la dreta es llegia Precio mil pesetas. Sota el títol Níkel Odeon i en lletres més petites s'advertia, Revista trimestral de cinema.
El format d'aquest primer núm. i de tots els que van seguir va ser bastant considerable: 33 cm per 23 i mitjà, amb 192 pàgines. En la pàgina 5 i dins d'un requadre de fons gris de donaven a conèixer totes les dades d'edició, col·laboració, maquetació, editorial, etc. Sota aquest requadre i en lletres molt petites es notificava la llicència:
| « | Qualsevol text d'aquesta publicació pot ser reproduït, sempre que se citi el nom de l'autor i la revista. | » |

Un dels atractius de la revista va ser l'ús de nombroses imatges, moltes d'elles a tota plana. Aquesta presentació encaria notablement la publicació.

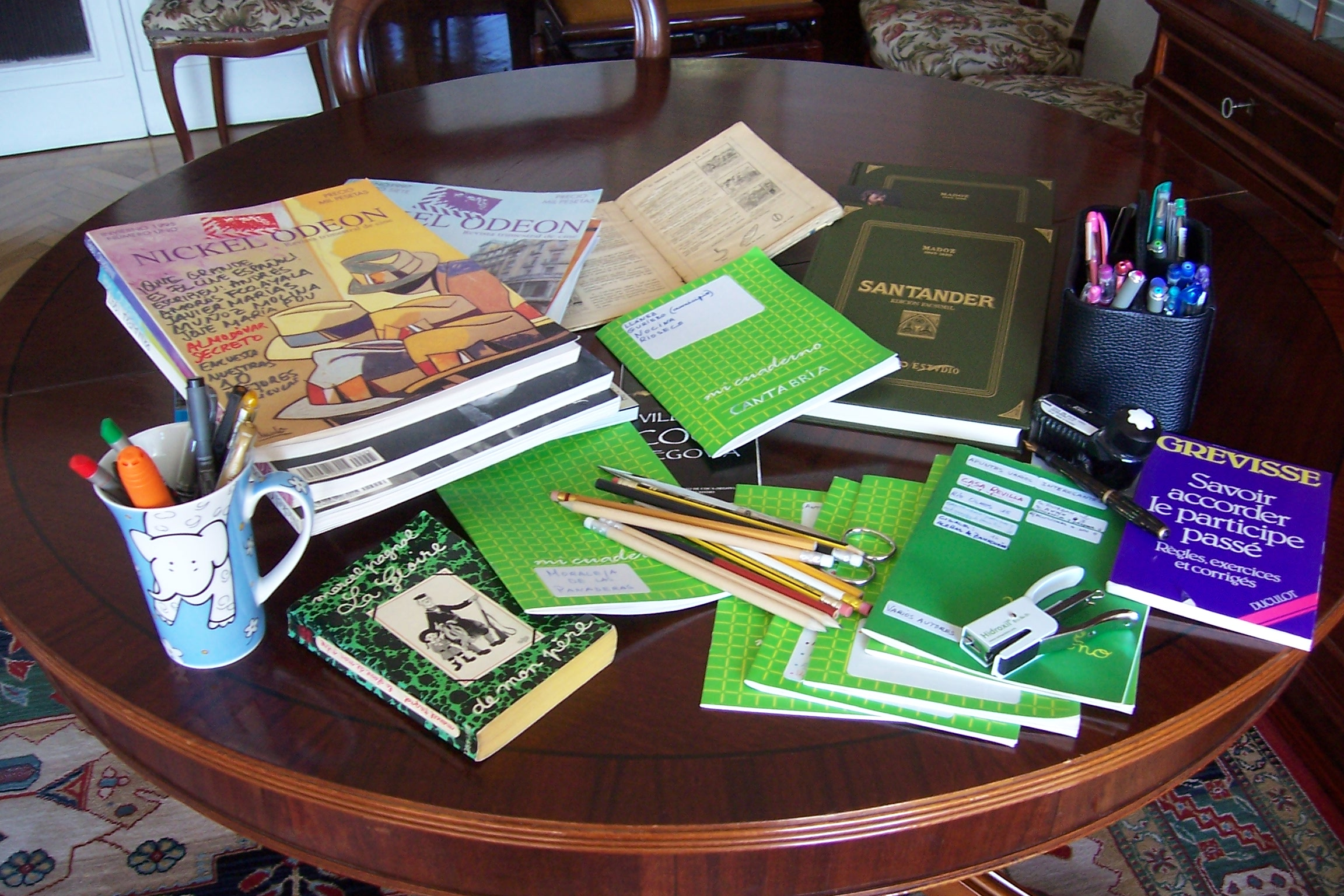
Entre el desordre del material de treball que hi ha sobre la taula pot veure's el primer número de la revista. El munt que hi ha sota són d'altres exemplars.

Aquest primer número va arrencar amb un article de presentació en la pàgina 4, signat per Juan Cobos (el seu director) el títol del qual va ser Carta sin acuse. L'autor explicava breument la raó del títol de la revista i donava a conèixer l'objectiu de la seva publicació i la professió i aficions dels seus col·laboradors futurs que no sols eren gent del món del cinema com José Luis Garci, Antonio Giménez-Rico, José Sacristán, etc., sinó gent provinent d'altres mitjans i que tenien en comú l'amor al cinema, com Ignacio Aldecoa, Antonio Muñoz Molina o Terenci Moix.
En aquesta primera publicació va donar principi el capítol d'entrevistes en un estil especial relaxat i sense límit de temps que continuaria en números successius. El primer entrevistat va ser el cineasta espanyol Pedro Almodóvar, des de la pàgina 75 a la 151, amb el títol de Almodóvar Secreto. La revista tenia ja preparades per a futurs número les entrevistes a Deborah Kerr, John Huston, Ficar Viertel, Budd Boetticher.
El capítol 35 estava dedicat al cinema espanyol amb records i comentaris sobre algunes pel·lícules sota el títol Capricho Español que donava suport a altres subtítols d'autors variats: Los chicos, signat per Juan Cobos; el NO-DO, per José Luis Garci; Plácido, per Antonio Giménez Rico; Los económicamente débiles, per Juan Miguel Lamet; Feroz, per Miguel Marías; Dedicatoria, per Fernando Méndez-Leite; La torre de los siete jorobados, per Juan Tébar; El último cuplé per Eduardo Torres Dulce i Cine España per Horacio Valcárcel.
Aquest mateix any de 1995 va tenir lloc la celebració de la posada en marxa d'aquest primer número en el saló Falla de la Societat General d'Autors d'Espanya. En aquest lloc es va celebrar anys més tard, el 28 de desembre de 1999 l'acte de lliurament dels premis creats per la revista.

### Les últimes publicacions
En els últims temps la publicació de la revista va començar a fallar i els va anar impossible als seus editors mantenir-se en la periodicitat d'un trimestre. Van haver d'acoblar-se a les circumstàncies i la revista veia la llum simplement quan era possible. També van degenerar els temes, segons l'opinió de crítics i afeccionats. D'abastar monografies interessants sobre el món del cinema, va passar a acceptar monografies que poc tenien a veure amb aquest món: sobre el tabac, el telèfon, l'esport… La qüestió econòmica va ser definitiva per a la desaparició de la revista. El propi disseny, el paper de qualitat, les retribucions dels col·laboradors de primera fila, tot va venir a encarir molt i la va portar a ser deficitària: hi havia moltes despeses i poques vendes.
L'últim número va ser el 33, hivern del 2003. En la primera secció Carta sin acuse, Juan Cobos escrivia el comiat. Va ser un monogràfic sobre cinema i esport.
En 2016 es va tornar a reeditar la revista modificant les fotos dels números.

## Premis Nickel Odeon
La revista va crear uns premis especials anuals la cerimònia dels quals se celebrava en el saló Falla de la Societat General d'Autors d'Espanya. Els premiats rebien una placa commemorativa dissenyada per l'escultor Úrculo, el premi en metàl·lic i una acta del premi Nickel Odeon prèvia concessió d'un jurat.
- Any 1999

El 28 de desembre es va celebrar el primer acte del lliurament dels premis en el saló Falla de la Societat General d'Autors d'Espanya. Els premiats van ser Julián Marías i Pedro Almodóvar, que per trobar-se absent va recollir el guardó el seu germà Agustín. Van rebre una placa commemorativa dissenyada per l'escultor Úrculo, l'acta de la cerimònia i un xec de 500 000 pessetes.
- Any 2000

Es va celebrar l'acte en la mateixa sala de Manuel de Falla sent aquesta vegada els premiats l'actor Javier Bardem i el guionista i actor Carlos Blanco en reconeixement de la seva carrera professional. El president del jurat va ser Luis Alberto de Conca, secretari d'Estat de Cultura. El premi de Bardem el va recollir la seva mare Pilar Bardem. Com l'any anterior, van rebre la placa commemorativa, l'Acta i el xec de 500 000 pessetes.
- Any 2001

Al mateix lloc que anys anteriors van rebre els premis de placa commemorativa, Acta i xec els cineasta Alejandro Amenábar i Gil Parrondo.
- Any 2002

Sempre en la mateixa Sala Falla de la Societat General d'Autors d'Espanya, es van repartir els premis el 20 de desembre d'aquest any. L'actor argentí Miguel Ángel Solá va lliurar un premi en metàl·lic de 3000 € a l'esdeveniment cinematogràfic de l'any, que va ser la gran repercussió internacional que va tenir el cinema argentí. Aquest premi el va rebre el director de l'ONG Missatgers de la Pau que va prometre que seria per a l'ajuda de la infància al nord de l'Argentina. Per la seva part l'actor Carlos Blanco va fer lliurament del premi corresponent a Luis García Berlanga (escultura de Úrculo i xec de 3000 €) en reconeixement de tota una vida dedicada al cinema.
- Any 2003

En la seva cinquena edició, es van atorgar els premis en la mateixa sala Falla, i els guardonats foren Alfredo Landa i María Asquerino. Com en actes anteriors el premi va consistir en la placa commemorativa, la còpia de l'Acta i 3000 €. En aquesta ocasió va haver-hi un record especial per a l'escultor Úrculo, mort en la primavera d'aquest mateix any. La periodista Nativel Preuat va lliurar el premi a Landa i Antonio Giménez-Rico a María Asquerino.